# Onthophagus pseudofimetarius
Onthophagus pseudofimetarius es una especie de insecto del género Onthophagus, familia Scarabaeidae, orden Coleoptera.

Fue descrita científicamente por Balthasar en 1946.